# Banco Central de Esuatini
El Banco Central de Esuatini (Suazi: Umntsholi Wemaswati), antes Banco Central de Suazilandia, es el banco central de Esuatini. Fue fundado en abril de 1974 y tiene su sede en la capital Mbabane. Entre sus objetivos se encuentran promover la estabilidad monetaria y fomentar un sistema financiero estable y sólido. Entre las responsabilidades del banco se encuentran la gestión las divisas de Suazilandia y la protección de las reservas de efectivo del país . El banco realiza subastas semanales de los bonos del Tesoro suazi de 91 días, a través de los bancos suazi que actúan como agente primario. Su presidente desde noviembre de 2013 es Majozi V. Sithole.

## Lista de bancos autorizados de Suazilandia
- Swazi Bank
- Standard Bank Swaziland
- First National Bank Swaziland
- Nedbank Swaziland
- Swaziland Building Society